# Vladislava Kurjaković
Vladislava Kurjaković Nelipčić, zvana i Vjekoslava (?, oko 1303. – ?, iza 1346.), hrvatska kneginja iz obitelji Kurjaković, kninska kneginja i supruga kneza Nelipca II. Nelipčića Cetinskog.
Bila je kći krbavskog kneza Kurjaka od plemićkog roda Gusića i sestra krbavskih knezova Budislava (sp. do 1346.), Pavla († 1340.) i Grgura (sp. do 1360.). Udala se za kninskog i cetinskog kneza Nelipca II. († 1344.) s kojim je imala sina Ivana Nelipčića. Nakon suprugove smrti 1344. godine postala je skrbnicom njihova maloljetna sina Ivana te je preuzela, u njegovo ime, vlast nad njegovim posjedima i gradovima i nastavila se opirati kraljevoj vlasti.
Nakon što je u rujnu i listopadu 1344. godine, ban Nikola I. Bánffy izvršio napad i opsadu grada Knina, obećala je pokoriti se kralju Ludoviku I. (1342. – 1382.), no čim je banska vojska napustila njene krajeve, povukla je obećanje i nastavila pružati otpor. Nato je kralj osobno poveo vojsku na nepokornu kneginju i uz pomoć vojske bosanskog bana Stjepana II. Kotromanića krenuo na njene posjede. Suočena s velikom vojnom silom, Vladislava je prihvatila pokoravanje kraljevskoj vlasti te je u srpnju 1345. godine sklopila s banovima ugovor kojim je kraljevskoj vlasti predala utvrde Knin, Ostrog, Počitelj, Srb i Unac. Zauzvrat je kralj oprostio nevjeru kneginji Vladislavi i njenom malodobnom sinu i potvrdio im kao nasljedne posjede njegova roda Sinj, koji je postao novim sjedištem Nelipčića, Cetinsku županiju, Brečevo s poljem i djedovski grad Kamičac, a usto je Ivan bio uvršten u red kraljevskih vitezova i dvorjanika te je dobio i jedan posjed u peštanskoj županiji.
Unatoč tome što je Vladislava uspjela spasiti sinovljevu baštinu i izvuči povoljan dogovor, bila je nezadovoljna rješenjem te je neko vrijeme boravila u dobrovoljnom progonstvu u Splitu (1346.), koji je tada bio pod mletačkom vlašću.

## Vanjske poveznice
- Vladislava Hrvatska enciklopedija
- Nelipčići Hrvatska enciklopedija